# Centropogon wilburii
Centropogon wilburii är en klockväxtart som beskrevs av Thomas G. Lammers. Centropogon wilburii ingår i släktet Centropogon och familjen klockväxter. Inga underarter finns listade i Catalogue of Life.